# 等松隆夫
等松 隆夫（とうまつ たかお、1932年6月13日 - 1977年11月19日）は、日本の地球物理学者である。

## 人物・来歴
1932年生まれ。東京大学理学部卒業、同大学院博士課程修了、理学博士。米国航空宇宙局 (NASA) ジェット推進研究所 (JPL) 研究員。東京大学理学部講師、助教授、米国ユタ州立大学客員教授を経て、東京大学理学部地球物理研究施設教授。インドにおける宇宙ロケット発射実験にも協力した。オゾン層を通過する宇宙線の分析によって超高層大気物理学研究で先駆的な役割を果たした。フロンガスによるオゾン層の破壊が地球にもたらす悪影響について警告していた。1973年に松永賞を受賞。1977年死去。45歳没。

## 家族・親族
- 父：等松農夫蔵 - 監査法人トーマツ創立者。元 海軍主計少将。
- 子：等松春夫 - 防衛大学校教授。

## 著書
- 永田武、等松隆夫『超高層大気の物理学』6号、裳華房〈物理科学選書 / 今井功 [ほか共] 編〉、1973年。doi:10.11501/9669029。 NCID BN00673095。NDLJP:9669029。
- Takao Tohmatsu & Toshiro Ogawa, Compendium of Aeronomy (Springer, 1990)
- 等松隆夫「初夢・超高層空の旅 (超--その夢と現実<特集>)」『数理科学』第16巻第1号、サイエンス社、1978年1月、42-47頁、ISSN 03862240、NAID 40001997764。
- 等松隆夫「『虚学者』の学習」『人間と環境』3-1（1977年6月）

## 論文
- 等松隆夫「4. 大気光•天体光観測」『電氣學會雜誌』第85巻第927号、電気学会、1965年、1965-1967頁、doi:10.11526/ieejjournal1888.85.1965、ISSN 0020-2878、NAID 130003435644。
- 等松隆夫「大気中の光の散乱・吸収 (気球シンポジウム特集号)」『東京大学宇宙航空研究所報告』第2巻1C、東京大学宇宙航空研究所、1966年3月、286-289頁、ISSN 05638100、NAID 110000196722。
- 永田武, 等松隆夫, 小川利紘「昼間大気光6300Åおよび3914Å放射のロケット観測」『東京大学宇宙航空研究所報告』第2巻3A、東京大学宇宙航空研究所、1966年7月、918-927頁、ISSN 05638100、NAID 110000196804。
- 等松隆夫「超高層大気中の原子・分子の輻射過程」『日本物理学会誌』第22巻第1号、日本物理学会、1967年、28-29頁、doi:10.11316/butsuri1946.22.28、ISSN 0029-0181、NAID 110002071896。
- 等松隆夫, 小川利紘「極端紫外大気光による夜間電離層の生成」『東京大学宇宙航空研究所報告』第3巻1A、東京大学宇宙航空研究所、1967年1月、17-36頁、ISSN 05638100、NAID 110000196904。
- 等松隆夫「惑星間グロー」『天文月報』第62巻第6号、日本天文学会、1969年5月、141-144頁、ISSN 03742466、NAID 40018111097。
- 小川利紘, 等松隆夫「中間圏オゾンの観測 (宇宙科学研究(特集))」『東京大学宇宙航空研究所報告』第6巻1B、東京大学宇宙航空研究所、1970年3月、211-219頁、ISSN 05638100、NAID 110000197120。
- 等松隆夫, 小川利紘「地球コロナおよび惑星間ヘリウムグローの観測 (宇宙科学研究(特集))」『東京大学宇宙航空研究所報告』第8巻1B、東京大学宇宙航空研究所、1972年3月、49-58頁、ISSN 05638100、NAID 110000197230。
- 等松隆夫「超高層大気の分光学」『分光研究』第23巻第6号、日本分光学会、1974年、267-284頁、doi:10.5111/bunkou.23.267、ISSN 0038-7002、NAID 130000932567。
- 柴崎和夫, 鈴木勝久, 小川利紘, 等松隆夫「吸光スペクトル法による大気NO2全量の測定 (航空機による環境汚染防止特集号)」『東京大学宇宙航空研究所報告』第15巻1B、東京大学宇宙航空研究所、1979年3月、83-96頁、ISSN 05638100、NAID 110000197400。